# Beatriz Argimón
Beatriz Argimón Cedeira (Montevidéu, 14 de agosto de 1961) é uma notária e política uruguaia que foi deputada por Montevidéu e vice-presidente do Uruguai, eleita na eleição presidencial no país em 2019 junto ao presidente Luis Alberto Lacalle Pou.

## Carreira Política
Beatriz Argimón iniciou sua militância em 1977 aos 16 anos de idade. Ela é foi uma defensora dos direitos das mulheres na Câmara dos Representantes e, juntamente com outros deputados, trabalhou para defender os direitos de mulheres necessitadas. Ela foi uma das fundadoras da "Rede de Mulheres Políticas" e da "Bancada Bicameral Feminina" do parlamento uruguaio.
Em 2014, ela apoiou a candidatura de Luis Lacalle Pou à Presidência da República, tendo servido como um de seus suplentes no Senado. Em 16 de abril de 2018, ela tornou-se a primeira mulher a presidir o Partido Nacional. Nas primárias presidenciais de 2019, Lacalle Pou venceu por 53% dos votos. Ele escolheu Beatriz como sua vice nas eleições presidenciais daquele ano.